# PvP
PvP (скорочення від англ. Player versus Player, гравець проти гравця) - стан ігрового світу (або гри в цілому), в якому існує модель протистояння гравців між собою.
Термін з'явився для того, щоб можна було розрізнити гру людини проти персонажів, керованих комп'ютером (тобто оточення від англ. environment) - PvE від гри проти інших гравців - PvP. Це поділ термінів стало необхідним для явного поділу гри проти інших гравців і проти ігрового оточення. Найчастіше застосовується в контексті до MMORPG і комп'ютерним іграм.
Характерні представники MMORPG з елементами PvP: World of Warcraft, Warhammer Online, Aion: The Tower of Eternity, RF Online, Lineage 2 , EVE Online, Ultima Online, Perfect World, Ragnarok online, Ace Online, Аллоди Онлайн, Star Wars: The Old Republic, Rift: Planes of Telara, Warspear Online.
Існує кілька видів PvP-систем, що розрізняються правилами і можливостями.
Так, в деяких іграх передбачені битви між гравцями в особливих умовах, наприклад на дуелях або на арені. При цьому сама гра може не передбачати класичного PvP. Приклад: Everquest II
Деякі MMORPG мають так звану систему «прапора». Бої між гравцями можуть відбуватися в різних місцях ігрового світу, крім спеціальних зон (міст). У такій системі гравець початківець PvP отримує «прапор» (наприклад при ударі іншого гравця), при цьому у нього змінюється колір нікнейму або з'являється певний символ, що показує - даний гравець готовий до проведення PvP. Якщо мета не відповідає на виклик гравця "прапороносця", але той продовжує її бити і вбиває, то такий гравець стає PK. Система відноситься до однієї з різновиду FFA PvP-систем і реалізована в багатьох MMORPG.
В окрему категорію PvP можна віднести масове PvP або mPvP. Характеризується великою кількістю учасників і сильно відрізняється від дуельних і малорозмірних PvP принципово іншим взаємодією та координацією гравців.